# Pernambuco (P1)
Pernambuco (P1) byl monitor brazilského námořnictva. Byl první válečnou lodí nesoucí jméno brazilského státu Pernambuco. Jeho stavba trvala dvacet let. Ve službě byl v letech 1910–1948. Za druhé světové války byla jeho úkolem obrana přístavu Salvador.

## Pozadí vzniku
Monitor postavila brazilská loděnice Arsenal de Marinha na ostrově Ilha das Cobras v Rio de Janeiro. Na jeho návrhu spolupracovali odborníci z Velké Británie. Stavba trvala dvacet let. Rozestavěn byl 11. června 1890, na vodu byl spuštěn roku 1909 do služby byl přijat roku 1910. Sesterský monitor Maranhão byl rozestavěn také 11. června 1890, ale po mnoha zdrženích byl roku 1940 dokončen podle upraveného projektu.

## Konstrukce
Monitor byl dokončen s hlavní výzbrojí dvou 120mm/45 kanónu, které se nacházely v dělové věži na přídi. Doplňovaly je dva 57mm/43 kanóny Nordenfelt a dva 37mm/27 kanóny Maxim. Monitor byl silně pancéřován. Pohonný systém tvořily dva kotle a dva parní stroje o celkovém výkonu 800 hp, pohánějící dva lodní šrouby. Nejvyšší rychlost dosahovala jedenáct uzlů.